# 北海道道608号大岸礼文停車場線
北海道道608号大岸礼文停車場線（ほっかいどうどう608ごう おおきしれぶんていしゃじょうせん）は、北海道虻田郡豊浦町内を結ぶ一般道道（北海道道）である。

## 概要
未改良区間が約0.7kmあり、改良工事が行われている。

### 路線データ
- 起点：北海道虻田郡豊浦町大岸（国道37号・北海道道32号豊浦ニセコ線交点）
- 終点：北海道虻田郡豊浦町礼文華（北海道道609号礼文停車場線交点・JR北海道 室蘭本線 礼文駅）
- 総延長：6.234 km
- 実延長：6.210 km
- 重用延長：0.024 km

## 歴史
- 1968年（昭和43年）3月30日 - 路線認定[1]。

この路線は、国道37号のルート変更により一部区間が移管されたものである。

## 路線状況

### 道路施設

#### 主なトンネル
- カムイチャシトンネル（86.7 m）1996年（平成8年）7月開通。
- チャストンネル（144.2 m）1997年（平成9年）12月開通。

廃止されたトンネル
- タッコブトンネル（34 m）1944年（昭和19年）開通。チャストンネル供用に伴い閉鎖。
- 岩見トンネル（39.6 m）1944年（昭和19年）開通。カムイチャシトンネル供用に伴い閉鎖。

#### 主な橋梁
- 大岸1号橋（47 m、小鉾岸川、豊浦町大岸）
- 小鉾岸橋（46 m、小鉾岸川、豊浦町大岸）

#### 常設型ゲート
- カムイチャシ史跡公園前ゲート
- 礼文漁港前ゲート

## 地理

### 通過する自治体
- 胆振総合振興局
  - 虻田郡豊浦町

### 交差する道路
豊浦町
- 国道37号 - 大岸（起点）
- 北海道道32号豊浦ニセコ線 - 大岸（起点）
- 北海道道609号礼文停車場線 - 礼文華（終点）

### 沿線にある施設など
豊浦町
- 豊浦町立大岸小学校 - 大岸91-1
- 西胆振消防組合洞爺湖消防署大岸消防団 - 大岸98
- 大岸郵便局 - 大岸113-2
- 大岸漁港
- JR北海道 室蘭本線 大岸駅 - 字大岸
- カムイチャシ史跡公園 - 礼文華
- 礼文漁港
- 礼文郵便局 - 礼文華160
- JR北海道 室蘭本線 礼文駅 - 礼文華